# كليفورد أيفوري
كليفورد أيفوري (بالإنجليزية: Clifford Ivory)‏ هو لاعب كرة قدم كندية أمريكي، ولد في 8 أكتوبر 1975 في كيويتمان في الولايات المتحدة.